# Bezirk Macaracas
Macaracas ist ein Bezirk (distrito) der Provinz Los Santos in Panama. Die Einwohnerzahl betrug laut Volkszählung 2023 8965.

## Gliederung
Der Bezirk Macaracas ist administrativ in folgende Corregimientos unterteilt:
- Macaracas
- Bahía Honda
- Bajos de Guera
- Corozal
- Chupá
- El Cedro
- Espino Amarillo
- La Mesa
- Llano de Piedra
- Las Palmas
- Mogollón